# Ophiacantha trachyacantha
Ophiacantha trachyacantha är en ormstjärneart som beskrevs av Alexander Michailovitsch Djakonov 1954. Ophiacantha trachyacantha ingår i släktet Ophiacantha och familjen knotterormstjärnor. Inga underarter finns listade i Catalogue of Life.